# Marija Stadnik
Marija Wasyliwna Stadnik z domu Stadnyk (ukr. Марія Василівна Стаднік (Стадник); ur. 3 czerwca 1988 we Lwowie) – azerska zapaśniczka narodowości ukraińskiej. Startuje w kategorii do 48 kg w stylu wolnym. Srebrna i brązowa medalistka olimpijska, Pięciokrotna medalistka świata, sześciokrotna mistrzyni Europy.
Jako juniorka reprezentowała ojczystą Ukrainę. W wieku 18 lat, przed mistrzostwami świata w Baku, przyjęła ofertę startów w barwach Azerbejdżanu i otrzymała obywatelstwo tego państwa. W turnieju zajęła 5. miejsce.
Największym jej sukcesem jest srebrny medal igrzysk olimpijskich w Londynie (kategoria 48 kg) i Rio de Janeiro 2016 (kategoria 48 kg) oraz brązowy medal igrzysk w Pekinie w kategorii do 48 kg. Brązowa medalistka z Tokio 2020 w kategorii 50 kg. Ósma w Paryżu 2024 w kategorii do 50 kg. Jest mistrzynią świata z 2009 i 2019 roku, srebrną medalistką mistrzostw świata z 2011 i 2015 oraz brązową z 2014. Jest także dziesięciokrotną triumfatorką mistrzostw Europy (2008, 2009, 2011, 2014, 2016, 2017, 2018, 2021, 2023, 2024). Triumfatorka igrzysk europejskich w 2015 i 2019. Mistrzyni igrzysk Solidarności Islamskiej w 2017 i 2021. Piąta w Pucharze Świata w 2015 roku.
Jest żoną srebrnego medalisty olimpijskiego w zapasach, Andrija Stadnika. W 2010 roku urodziła syna.

## Turniej wPekinie 2008
| Konkurencja         | Walki        | Walki               | Walki      | Walki                 | Walki                    | Klas. końcowa |
| Konkurencja         | Przeciwnik I | Przeciwnik II       | Repasaże I | Repasaże II           | Repasaże III             | Miejsce       |
| ------------------- | ------------ | ------------------- | ---------- | --------------------- | ------------------------ | ------------- |
| styl wolny do 48 kg | wolny los    | Carol Huynh (CAN) L | wolny los  | Kim Hyeong-ju (KOR) W | Tatjana Bakatiuk (KAZ) W | III           |

## Turniej wLondynie 2012
| Konkurencja         | Walki        | Walki                 | Walki                   | Walki                 | Walki                | Klas. końcowa |
| Konkurencja         | Przeciwnik I | Przeciwnik II         | Ćwierćfinał             | Półfinał              | Finał                | Miejsce       |
| ------------------- | ------------ | --------------------- | ----------------------- | --------------------- | -------------------- | ------------- |
| styl wolny do 48 kg | wolny los    | Clarissa Chun (USA) W | Iwona Matkowska (POL) W | Iryna Merłeni (UKR) W | Hitomi Obara (JPN) L | II            |

## Turniej wRio de Janeiro 2016
| Konkurencja         | Walki        | Walki                     | Walki                   | Walki                 | Walki              | Klas. końcowa |
| Konkurencja         | Przeciwnik I | Przeciwnik II             | Ćwierćfinał             | Półfinał              | Finał              | Miejsce       |
| ------------------- | ------------ | ------------------------- | ----------------------- | --------------------- | ------------------ | ------------- |
| styl wolny do 48 kg | wolny los    | Patricia Bermúdez (ARG) W | Iwona Matkowska (POL) W | Elica Jankowa (BUL) W | Eri Tōsaka (JPN) L | II            |